# Vay Adelma
Vay Adelma vagy Vay Ödönné, született Wurmbrand-Stuppach Adelma (Ternopil, 1840. október 20. – Slovenske Konjice, 1925. május 24.) spiritiszta médium, a Magyar Teozófiai Társulat egyik alapítója és első elnöke.

## Élete

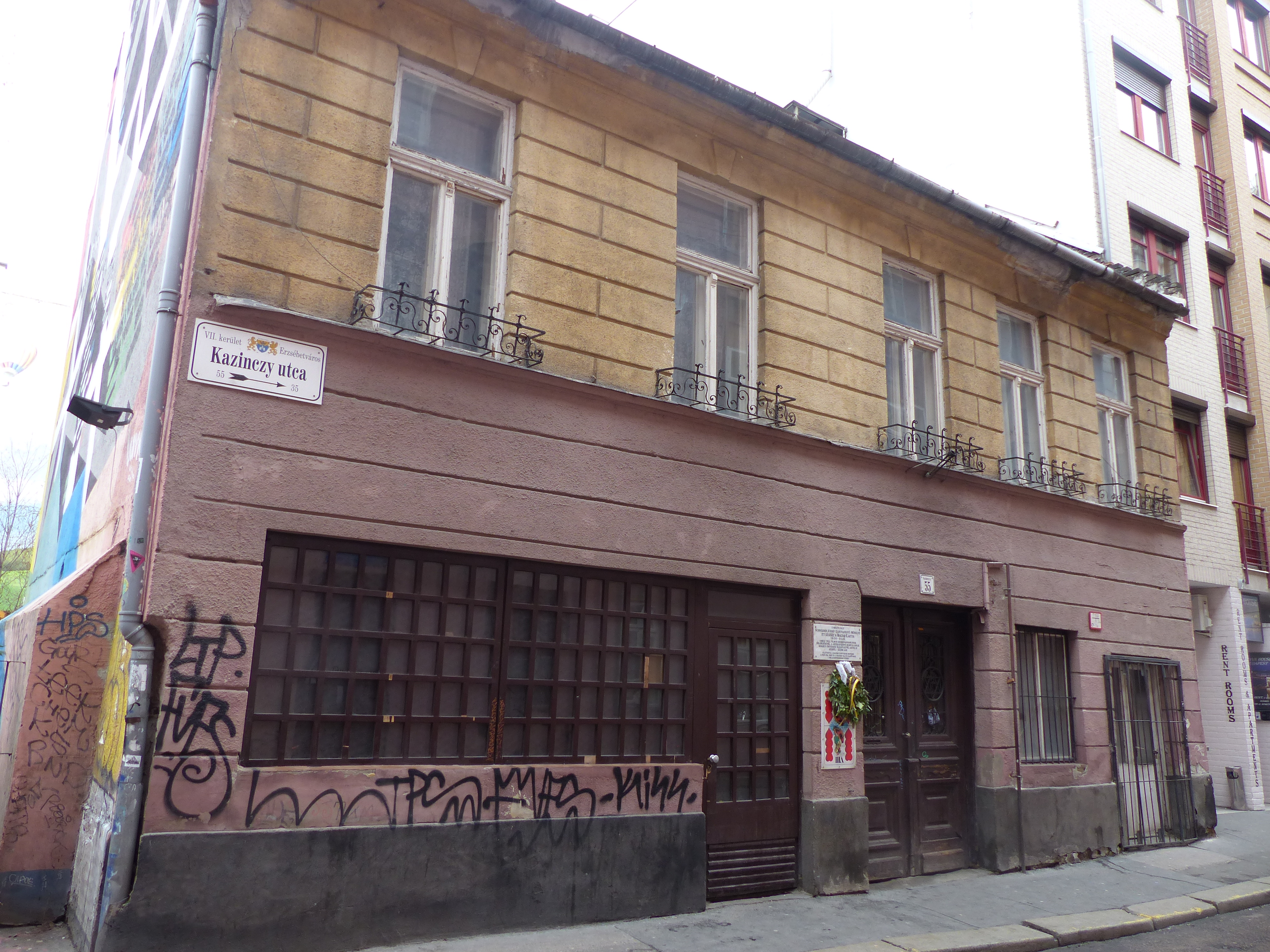
A Magyar Teozófiai Társulat székhelye

Egy Galíciában szolgáló német tiszt és egy Teleki grófnő lánya. 1860. március 12-én Golsenben férjhez ment Vay Ödönhöz, aki ekkor már az okkultizmus és a titkos tudományok híve volt. Öt évvel később megengedte, hogy egy Gárdos nevű "delejező orvos" megvizsgálja fejgörcsei miatt, aki pusztán a homloka formájából médiumi képességeket vélt felfedezni benne. Próbaképpen egy lapra gondolkodás nélkül ún. automatikus írással kellett írnia, mire megjelent egy Tamás nevű védszellem és papíron megjósolta férje bátyjának halálát és III. Napóleon bukását – legalábbis ő így írta meg saját médiummá válását jóval később. 1870-ben az stájerországi Gonobitzba költözött, itt írta meg első könyvét (Szellem, erő, anyag) és tett szert nemzetközi hírnévre. Elsősorban a francia Hyppolite Léon Rivail Denizard művésznevén Allan Kardec tanításai voltak rá hatással, de amikor 1873-ban Budapesten megalapította a Szellembúvárok Egyesületét – az első magyar spiritiszta szervezetet aminek rögtön elnökévé is választották –, amerikai és orosz vendégeket is meghívott szeánszokat tartani.
A katolikus egyházzal hamar rossz viszonyba került. Már legelső könyvének állításai is ellenkeztek a katolikus dogmákkal. Egyik szeánszán például megjelent neki Szűz Mária szelleme és elmondta, hogy Jézus nem volt Isten. Szerinte nem egy Teremtő van, hanem végtelen sok és világ is. népszerűségét bírálói se vitatták: „a falu népére is romboló hatással volt, mert az asszonyok tömegestől jártak be hozzá a kastélyba szeánszokra”, könyveit egyházi indexre tették, őt magát pedig kiközösítették. Ekkor a református hitet vette fel. Hírnevét növelte, hogy egy jezsuita szerzetes, aki korábban kiutasította a templomból, nem sokkal az exkommunikáció után meghalt. A grófnő ezután megidézte a szellemét, aki állítólag bocsánatot kért és kapott tőle.
Szellemidézésen kívül az ezoterika más területeivel is foglalkozott. Jósolt, szellemeket űzött ki, távolbalátó képességét használta. Hitt a reinkarnációban. Élete vége felé a homeopátia felé fordult. Az 1890-es években háziorvosa és híve Grünhut Adolf vette át a Szellembúvárok Egyesületének vezetését.

## Emlékezete
Jókai Mór szintén látogatta szeánszait. Az Egy ember, aki mindent tud című regényében róla mintázta meg Rengeteghy Ottó szerelmét, Polyxeniát.

## Művei
- Geist, Kraft, Stoff, Bécs, 1870, (Magyarra ford. Tóvölgyi Titusz, Szellem, erő, anyag, Budapest, 1900)
- Studien über die Geisterwelt, Lipcse, 1874
- Betrachtungsbuch für Alle (Von mehreren seligen Geistern, geschrieben durch das Medium Adelma), 2. kiadás, Budapest, 1877
- Aus meinem Leben, Berlin, 1900
- Tündéranyóka meséi a napsugarakról, (Németből ford. Czike Imre), Berlin, 1901
- Tündéranyóka elbeszélései, (Németből ford. Czike Imre), Berlin, 1901
- Tanulmányok a szellemvilágból (Írta báró Vay Ödönné Ford. Szy Zsigmond Vay Ödön báró hat médium rajzával és más a szöveg közé nyomott ábrákkal), Hajdúböszörmény, 1905[6]

### Magyarul
- Adelma: Szellem, erő, anyag; ford. Tóvölgyi Titusz; Rózsa Ny., Bp., 1900
- Adelma Vay Wurmbrand: Tündér-anyóka meséi a napsugarakról; ford. Czike Imre; szerzői, Bp., 1901
- Adelma Vay bárónő: Tündér-anyóka elbeszélései; ford. Czike Imre; szerzői, Bp., 1901
- A mindenség földtani és leszármazási művelődésének története. Az egész művelt világon ismert "szellem, erő, anyag" és annak magyarázata. Médiumilag írta Adelma; ford. Tóvölgyi Titusz, bev. Bartha Miklós, Tóvölgyi Titusz; Márkus Ny., Bp., 1903
- Egy kisleány naplója; ford. Bogyay Kálmánné; Hagelman Ny., Kaposvár, 1903
- Wurmbrand Adelma Vay Ödön báróné: Tanulmányok a szellemvilágról; ford. Szy Zsigmond; Szabó Ny., Hajdúböszörmény, 1905
- Elmélkedések könyve. Médiumilag írta Vay Adelma; Budapesti Szellembúvárok Egylete, Bp., 1908
- Hephata. Imák; A Szellemi Búvárok Pesti Egylete, Bp., 1915
- Szférák a Föld és a Nap között. Közli Ágoston szellem Vay Adelma médium útján; Szellemi Búvárok Pesti Egylete, Bp., 1925
- Aeonok. Elmélkedések és intelmek. Báró Vay Ödönné szül. Wurmbrand Adelma grófnő médium útján; Szellemi Búvárok Pesti Egylete, Bp., 1926
- János apostol mennyei jelenéseiről írt könyvének szellemi magyarázata. Adelma írómédium útján; Szellemi Búvárok Egylete, Bp., 1927
- Az ember és a mindenség. Magánkinyilatkoztatás; ford. , bev. Tóvölgyi Titusz; Kőrösi Csoma Sándor Társaság, Cleveland, 1983 (Ismeretkincs)
- Szellem, erő, anyag; Belső Egészség, Onga, 2012